# ناحیه توشین

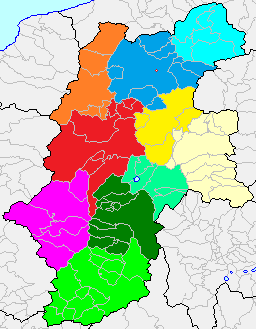
استان ناگانو به چهار منطقه تقسیم می‌شود:■: ناحیه هوکوشین (آبی روشن: منطقه هوکوشین، آبی: منطقه ناگانو)
■: ناحیه توشین (زرد: منطقه اوئدا، زرد روشن: منطقه ساکو) ■: ناحیه چوشین (نارنجی: منطقه آلپ شمالی، قرمز). : منطقه ماتسوموتو، سرخابی: منطقه کیسو) ■: ناحیه ناننشین (سبز روشن: منطقه سووا، قهوه ای ماچا: منطقه کامینا، زرد-سبز: منطقه مینامیشیشو)

منطقه توشین (به ژاپنی: 東信地方 とうしんちほう) به بخش شرقی استان ناگانو اشاره دارد. حوضه رودخانه چیکوما (رود شینانو) گاهی منطقه هیگاشی-شینشو یا اوئدا-ساکو نامیده می‌شود.